# Ośrodek Zapasowy 18 Dywizji Piechoty
Ośrodek Zapasowy 18 Dywizji Piechoty (OZ 18 DP) – oddział piechoty Wojska Polskiego.

## Formowanie i organizacja
Ośrodek Zapasowy 18 Dywizji Piechoty nie istniał w organizacji pokojowej Wojska Polskiego. Był Jednostką mobilizowaną zgodnie z planem mobilizacyjnym „W”, w II rzucie mobilizacji powszechnej w czasie X+2. Jednostką mobilizującą Ośrodek Zapasowy 18 Dywizji Piechoty był 71 pułk piechoty.
Ośrodek miał być formowany według organizacji wojennej L.3010/mob.org., skompletowany zgodnie z zestawieniem specjalności oraz uzbrojony i wyposażony zgodnie z wojennymi należnościami materiałowymi. W skład ośrodka zapasowego ramowo wchodziły:
- dowództwo ośrodka zapasowego,
- kompania gospodarcza ośrodka zapasowego,
- kompania podchorążych rezerwy ośrodka zapasowego,
- trzy bataliony ośrodka zapasowego po trzy kompanie strzeleckie i jednej kompanii ckm,
- pluton przeciwpancerny ośrodka zapasowego,
- pluton pionierów ośrodka zapasowego,
- pluton łączności ośrodka zapasowego,
- pluton zwiadowców ośrodka zapasowego[3].

Po zmobilizowaniu wszystkich jednostek przewidzianych planem „W” w ramach mobilizacji alarmowej i powszechnej, w koszarach 34 pułku piechoty w Białej Podlaskiej 71 pp z Zambrowa podjął z Oddziałów Zbierania Nadwyżek 71 pp, OZN 33 pp z Łomży i 42 pp z Białegostoku w terminie X+2 organizację Ośrodka Zapasowego 18 DP. Oddziały dotarły na miejsce organizacji transportami kolejowymi. Na dowódcę OZ 18 DP był wyznaczony pokojowy zastępca dowódcy 42 pp z Białegostoku ppłk Franciszek Faix, który nie przybył do Ośrodka. Z uwagi na to dowództwo OZ 18 DP objął pokojowy zastępca dowódcy 71 pp ppłk Stefan Karol Komędera. Kwatermistrzem Ośrodka został pokojowy kwatermistrz 71 pp mjr Jan Foryś. W skład OZ 18 DP weszły:
- Oddział Zbierania Nadwyżek 33 pp pod dowództwem kpt. Bronisława Rosińskiego,
- Oddział Zbierania Nadwyżek 42 pp pod dowództwem mjr. Stefana II Wolskiego,
- Oddział Zbierania Nadwyżek 71 pp pod dowództwem mjr. Jana Forysia, a potem kpt. Józefa Wroneckiego
- dywizyjny kurs podchorążych rezerwy i podoficerów nadterminowych 18 DP przy 71 pp pod dowództwem mjr. Zygmunta Wroczyńskiego[4].

OZN 71 pp z Czerwonego Boru w liczbie 35 oficerów i 1300 szeregowych wyjechał do Białej Podlaskiej transportem kolejowym 4 września 1939. Dotarł pieszo ze względu na bombardowanie torów kolejowych przez niemieckie lotnictwo o godz. 4:00 11 września 1939.

## Działania organizacyjne i bojowe
Przybywające transporty OZN 33 i 42 pp po uzupełnieniu umundurowania i częściowym uzbrojeniu, zorganizowano w plutony i kompanie i ze względu na bombardowania przez niemieckie lotnictwo przeszły do pobliskich wsi i lasów. 11 września 1939 z powodu zagrożenia ze strony zbliżających się oddziałów niemieckich OZ 18 DP otrzymał rozkaz od dowództwa Okręgu Korpusu nr I wycofania się z garnizonu w Białej Podlaskiej. Przed opuszczeniem koszar dokonano reorganizacji OZ 18 DP, z umundurowanych i częściowo uzbrojonych żołnierzy zorganizowano oddziały bojowe:
- dowództwo OZ,
- I batalion piechoty – dowódca mjr Zygmunt Wroczyński,
- II batalion piechoty – dowódca kpt. Józef Goetzen,
- III batalion piechoty – dowódca mjr Stefan II Wolski (prawdopodobnie),
- ppor. rez. Henryk Zajączkowski[6].

Rezerwiści, dla których zabrakło umundurowania, zostali zdemobilizowani. OZ 18 DP ewakuowano w rejon Kowel-Luboml częściowo transportem kolejowym przez Brześć nad Bugiem, a częściowo marszem pieszym przez Włodawę. Rzut pieszy wyruszył 11 września o godz. 19:00, w jego skład weszły zorganizowane umundurowane i częściowo uzbrojone bataliony. Bataliony piechoty Ośrodka maszerowały oddzielnie bocznymi drogami zachodnim brzegiem Bugu do Włodawy. Batalion piechoty mjr. Zygmunta Wroczyńskiego część trasy pokonał transportem kolejowym i 14 września dotarł do Brześcia nad Bugiem, tu nie otrzymał potrzebnej broni i oporządzenia oraz wyposażenia. Dalszym marszem pieszym udał się do Równego. Prawdopodobnie batalion mjr. Wolskiego dotarł do Kowla i tam otrzymał uzupełnienie uzbrojenia i wyposażenia, gdzie uzbrojeni żołnierze na czele z mjr. Wolskim weszli w skład Grupy „Kowel” płk. Leona Koca. Ppłk Komędera i mjr Foryś udali się w trasę odwrotu samochodem osobowym, nie mogąc nawiązać kontaktu z mijającymi Włodawę batalionami Ośrodka. Za Włodawą zmotoryzowany oddział niemiecki rozbił jeden z oddziałów OZ 18 DP. Batalion mjr. Wroczyńskiego i inne elementy Ośrodka, które dotarły do Równego transportem kolejowym 15 i 16 września, zostały częściowo dozbrojone. Po agresji sowieckiej, przebywające w rejonie Równego oddziały OZ 18 DP stoczyły walki z oddziałami sowieckimi, większość żołnierzy dostała się do niewoli sowieckiej. Po 17 września dowództwo Ośrodka udało się w kierunku Chełma Lubelskiego, z napotkanymi rozbitkami z OZ 18 DP i innych jednostek. Pomiędzy Chełmem, a Piskami Luterskimi wraz z tą grupą rozbitków i resztek żołnierzy OZ 18 DP, głównie oficerów, mjr Foryś i ppłk Komędera 21 września dostał się do niewoli niemieckiej. Część z rozproszonych grup i tych pozostałych w drodze marszu około 26 września dołączyła do Samodzielnej Grupy Operacyjnej „Polesie” gen. bryg. Franciszka Kleeberga.